# Ben Gazzara
Biagio Anthony Gazzara, dit Ben Gazzara, est un acteur, réalisateur et scénariste américain, d'origine italienne, né le 28 août 1930 à New York, où il est mort le 3 février 2012.

## Biographie

### Jeunesse
Biagio Anthony Gazzara naît le 28 août 1930 à Manhattan (New York, État de New York) : il est le fils d'Antonio Gazzara, ouvrier de chantier, et d'Angela Cusumano, tous deux originaires de Canicattì dans la province d'Agrigente en Sicile. Il grandit dans un immeuble de la Première Avenue au niveau de la 29e Rue. Il fait ses classes à l'Actors Studio, dans les années 1950, aux côtés de Steve McQueen, Paul Newman et James Dean. Ses modèles sont James Cagney, Humphrey Bogart, Montgomery Clift et Marlon Brando.

### Carrière
Ben Gazzara débute au théâtre à Broadway en 1956 grâce à Elia Kazan dans La Chatte sur un toit brûlant de Tennessee Williams au côté de Barbara Bel Geddes. Au cinéma, il est révélé au grand public, en 1959, avec Autopsie d'un meurtre d'Otto Preminger, il y incarne un militaire douteux accusé de meurtre défendu par James Stewart.
Dans les années 1960, il rencontre un énorme succès avec la série Match contre la vie dans laquelle il interprète un avocat atteint d'un mal incurable et qui brûle le reste de sa vie par les deux bouts. Plutôt que de rechercher à tout prix des rôles en or à Hollywood, il privilégie ensuite les cinéastes indépendants, comme Peter Bogdanovich pour Jack le Magnifique, Et tout le monde riait, et surtout John Cassavetes dont il devient l'acteur fétiche dès 1970 aux côtés de Gena Rowlands et Peter Falk, dans Husbands, où il joue un quadragénaire enfantin, Meurtre d'un bookmaker chinois, Opening Night :
« J'aime être surpris, me mettre en danger. Avec John Cassavetes, on s'amusait comme des enfants avec un nouveau jouet. Je pouvais laisser libre cours à mon imagination et m'exprimer sans retenue. John a disparu trop tôt. Il a laissé un grand vide jamais comblé. »
Rejeté par les grands studios, John Cassavetes « produisait, écrivait et réalisait lui-même ses films avec passion, acharnement et courage ».
En 1974, il joue dans la mini-série QB VII le rôle d'un romancier, Abe Cady, qui est poursuivi en diffamation par un ancien nazi joué par Anthony Hopkins. La série est programmée par Antenne 2 en 1976.
En 1975, Ben Gazzara tient le premier rôle dans Capone de Steve Carver.
En 1981, il interprète un poète alcoolique, inspiré de Charles Bukowski dans Conte de la folie ordinaire de Marco Ferreri.
En souvenir de John Cassavetes, mort en 1989, il s'est à son tour lancé en 1990 dans l'aventure de la réalisation avec Oltre l'oceano, un voyage dans le rêve d'un homme en quête de sa jeunesse enfouie. Cependant devant la grande difficulté de monter un film et d'obtenir son financement, il se réfugie dans l'écriture, et publie ses mémoires (In the moment : My life as an actor) et une fiction se déroulant pendant la Seconde Guerre mondiale.
Son physique particulier lui a d’ailleurs valu de jouer de nombreux rôles de mauvais garçon, de gangster ou de criminel, comme en 1989 dans Road House, ou en 1998 dans The Big Lebowski des frères Coen.
En 2011, son dernier rôle est celui de l'oncle Giovanni dans Chez Gino de Samuel Benchetrit.

### Mort
Il meurt le 3 février 2012 dans un hôpital de New York, des suites d’un cancer du pancréas, à l'âge de 81 ans.

### Vie privée
Ben Gazzara a été marié à Louise Erickson (1951-1957), l'actrice Janice Rule (1961-1979) avec laquelle il a eu un enfant, et à l'ancien mannequin allemand Elke Krivat (de 1982 à sa mort).

## Filmographie

### Comme acteur

#### Cinéma

##### Années 1950
- 1957 : Demain ce seront des hommes (The Strange One) de Jack Garfein : le cadet Jocko De Paris
- 1959 : Autopsie d'un meurtre (Anatomy of a Murder) de Otto Preminger : le lieutenant Frederick Manion

##### Années 1960
- 1960 : Larmes de joie (Risate di gioia) de Mario Monicelli : Lello
- 1961 : Les Blouses blanches (The Young Doctors) de Phil Karlson : le Dr David Coleman
- 1962 : L'Arsenal de la peur (La città prigioniera) de Joseph Anthony : le capitaine Stubbs
- 1962 : Convicts 4 de Millard Kaufman : John Resko
- 1965 : À corps perdu (A Rage to Live) de Walter Grauman : Roger Bannon
- 1969 : Mardi, c’est donc la Belgique (If It's Tuesday, This Must Be Belgium) de Mel Stuart : le joueur de cartes
- 1969 : Le Pont de Remagen (The Bridge at Remagen) de John Guillermin : le sergent Angelo

##### Années 1970
- 1970 : Husbands de John Cassavetes : Harry
- 1972 : Action héroïne (Afyon oppio) de Ferdinando Baldi : Joseph Coppola
- 1973 : Odyssée sous la mer (The Neptune Factor) de Donald Petrie : le commandant Adrian Blake
- 1975 : Capone de Steve Carver : Al Capone
- 1976 : Meurtre d'un bookmaker chinois (The Killing of a Chinese Bookie) de John Cassavetes : Cosmo Vitelli
- 1976 : Haute Tension (en) (High Velocity) de Remi Kramer : Clifford Baumgartner
- 1976 : Le Voyage des damnés (Voyage of the Damned) de Stuart Rosenberg : Morris Troper
- 1978 : Opening Night de John Cassavetes : Manny Victor
- 1979 : Liés par le sang (Bloodline) de Terence Young : Rhys Williams
- 1979 : Jack le Magnifique (Saint Jack) de Peter Bogdanovich : Jack Flowers

##### Années 1980
- 1981 : Inchon de Terence Young : le major Frank Hallsworth
- 1981 : Et tout le monde riait (They All Laughed) de Peter Bogdanovich : John Russo
- 1981 : Conte de la folie ordinaire (Storie di ordinaria follia) de Marco Ferreri : Charles Serking
- 1983 : La Fille de Trieste (La ragazza di Trieste) de Pasquale Festa Campanile : Dino Romani
- 1984 : Uno scandalo perbene de Pasquale Festa Campanile : l'homme sans mémoire
- 1985 : La donna delle meraviglie d'Alberto Bevilacqua : Alberto
- 1986 : Le Maître de la camorra (Il camorrista) de Giuseppe Tornatore : Franco, dit « le Professeur »
- 1986 : Champagne amer, ou La Mémoire tatouée, de Ridha Béhi et Henri Vart : Paul Rivière
- 1985 : Figlio mio, infinitamente caro... de Valentino Orsini : Antonio Morelli
- 1987 : Contrôle (Il giorno prima) de Giuliano Montaldo : Mike Zella
- 1988 : Don Bosco de Leandro Castellani : Don Bosco
- 1989 : Passe-passe (Quicker Than the Eye) de Nicolas Gessner : Ben Norrell
- 1989 : Road House de Rowdy Herrington : Brad Wesley

##### Années 1990
- 1990 : Oltre l'oceano de Ben Gazzara : John Tana
- 1991 : Per sempre de Walter Hugo Khouri : Marcelo Rondi
- 1992 : Les Gens d'en face (Los de enfrente) de Jesús Garay : John
- 1994 : Sherwood's Travels de Ron Coswell et Steve Miner : Raphael de Pietro
- 1994 : Néfertiti, la fille du soleil (Nefertiti, figlia del sole) de Guy Gilles : Amenhotep III
- 1994 : Les hirondelles ne meurent pas à Jérusalem de Ridha Béhi : Moshe
- 1995 : Banditi de Stefano Mignucci : Amos
- 1996 : Scene of the Crime (en) de Terence H. Winkless : le lieutenant Jack « Jigsaw » Lasky
- 1996 : Una donna in fuga de Roberto Rocco
- 1996 : Zone limite (The Zone) de Barry Zetlin : Dick Althorp
- 1997 : Vicious Circles de Sandy Whitelaw (en) : March
- 1997 : Farmer & Chase de Michael Seitzman (en) : Farmer
- 1997 : Haute Trahison (Shadow Conspiracy) de George Pan Cosmatos : le vice-président Saxon
- 1997 : Stag de Gavin Widling : Frank Grieco
- 1997 : La Prisonnière espagnole  (The Spanish Prisoner) de David Mamet : M. Klein
- 1998 : Valentine's Day de Duane Clark (en) : Joe Buddha
- 1998 : Shark in a Bottle de Mark Anthony Little : The Arranger
- 1998 : Too Tired to Die de Wonsuk Chin : John Sage
- 1998 : Buffalo '66 de Vincent Gallo : Jimmy
- 1998 : The Big Lebowski de Joel Coen : Jackie Treehorn
- 1998 : Happiness de Todd Solondz : Lenny Jordan
- 1998 : Illuminata de John Turturro : Flavio
- 1999 : Paradise Cove de Robert Clapsadle : Duke Mantee
- 1999 : Summer of Sam de Spike Lee : Luigi
- 1999 : Thomas Crown (The Thomas Crown Affair) de John McTiernan : Andrew Wallace, avocat de Crown
- 1999 : Jack of Hearts de Serge Rodnunsky (en) : Bartossa

##### Années 2000
- 2000 : Home Sweet Hoboken de Yoshifumi Hosoya
- 2000 : Poor Liza de Slava Tsukerman (en) : le narrateur
- 2000 : Blue Moon (en) de John A. Gallagher : Frank
- 2000 : Fantômes d'amour (Believe) de Robert Tinnell (en) : Ellicott Winslowe
- 2000 : Very Mean Men (en) de Tony Vitale (en) : Gino Minetti
- 2000 : Undertaker's Paradise de Matthias X. Oberg : Jim
- 2000 : La Liste (The List) de Sylvain Guy : le procureur Bernard Salman
- 2001 : Nella terra di nessuno de Gianfranco Giagni : l'avocat Scalzi
- 2002 : Schubert de Jorge Castillo : Don José
- 2003 : L'Ospite segreto de Paolo Modugno : Solomos
- 2003 : Dogville de Lars von Trier : Jack McKay
- 2005 : The Shore de Dionysius Zervos : Bob Harris
- 2005 : Bonjour Michel d'Arcangelo Bonaccorso : Michele Terranova
- 2005 : Paris, je t'aime (segment Quartier latin de Gérard Depardieu et Frédéric Auburtin) : Ben
- 2008 : Looking for Palladin d'Andrzej Krakowski (en) : Jack Palladin
- 2008 : Eve de Natalie Portman (court-métrage) : Joe
- 2009 : Holy Money de Maxime Alexandre : le banquier du Vatican

##### Années 2010
- 2010 : 13 de Gela Babluani : Schlondorff
- 2010 : Christopher Roth de Maxime Alexandre : Paul Andersen
- 2011 : Chez Gino de Samuel Benchetrit : l'oncle Giovanni

#### Télévision

##### Années 1960
- 1961 : Cry Vengeance! de Franklin J. Schaffner : Davidde
- 1963-1964 : Arrest and Trial (en) (série) : le sergent Nick Anderson
- 1964 :  A Carol for Another Christmas (en) de Joseph L. Mankiewicz : Fred
- 1965 : Haute Tension (Kraft Suspense Theatre) épisode  :Vivez dangereusement (Rapture at Two-Forty) - pilote pour Match contre la vie) : Paul Bryan
- 1965-1968 : Match contre la vie (Run for Your Life) (série) : Paul Bryan

##### Années 1970
- 1972 : When Michael Calls (en) de Philip Leacock : Doremus Connelly
- 1972 : Fireball Forward (en) de Marvin J. Chomsky : le major-général Joe Barrett
- 1972 : The Family Rico (en) de Paul Wendkos : Eddie Rico
- 1972 : Pursuit (en) de Michael Crichton : Steven Graves
- 1973 : Maneater de Vince Edwards : Nick Baron
- 1974 : QB VII de Tom Gries (mini-série) : Abe Cady
- 1977 : The Death of Richie (en) de Paul Wendkos : George Werner
- 1977 : The Trial of Lee Harvey Oswald (en) de David Greene : Anson « Kip » Roberts

##### Années 1980
- 1982 : A Question of Honor de Jud Taylor : l'inspecteur Joe DeFalco
- 1985 : Un printemps de glace (An Early Frost) de John Erman : Nick Pierson
- 1985 : Chaînes conjugales (A Letter to Three Wives) de Larry Elikann : Porter Holloway
- 1987 : Les Tueurs de l'autoroute (Police Story: The Freeway Killings) de William A. Graham : le capitaine Tom Wright
- 1987 : Downpayment on Murder de Waris Hussein : Harry Cardell

##### Années 1990
- 1990 : People Like Us de William Hale : Gus Bailey
- 1991 : Mensonges d'amour (en) (Lies Before Kisses) de Lou Antonio : Grant Sanders
- 1993 : Blindsided de Thomas Michael Donnelly : Ira Gold
- 1993 : Love, Honor & Obey: The Last Mafia Marriage de John Tiffin Patterson : Joseph Bonanno
- 1994 : Les Gens d'en face de Jesús Garay : John
- 1994 : Parallel Lives (en) de Linda Yellen : Charlie Duke
- 1994 : Piège conjugal (Fatal Vows: The Alexandra O'Hara Story) de John Power : Papa
- 1995 : Convict Cowboy de Rod Holcomb : Warden
- 1997 : The Notorious 7 de Denney Pierce : Dom Diablo
- 1998 : Angelo nero de Roberto Rocco : le père Guelfi
- 1998 : Il Tesoro di Damasco de José María Sánchez : Gregorio Kos
- 1999 : Tre stelle de Pier Francesco Pingitore (mini-série) : le colonel Marshall

##### Années 2000
- 2000 : Piovuto dal cielo de José María Sánchez : Cesare Palmieri
- 2000 : Un Bacio nel buio de Roberto Rocco
- 2001 : La Ballade de Ryan (Brian's Song) de John Gray : George Halas
- 2001 : New York, unité spéciale (Law and Order: Special Victims Unit) (saison 3, épisode 2) : le procureur-adjoint
- 2002 : Debby Miller, une fille du New Jersey (Hysterical Blindness) de Mira Nair : Nick Piccolo
- 2006 : Le Don paisible (Quiet Flows the Don) de Sergueï Bondartchouk (mini-série) : le général Sekretev
- 2008 : Meurtres à l'Empire State Building de William Karel : Paulie Genovese

### Comme réalisateur
- 1967-1968 : Match contre la vie (Run for Your Life) (5 épisodes)
- 1971 : Les Règles du jeu (The Name of the Game) (saison 3, épisode 21, Appointment in Palermo)
- 1974 : Columbo (saison 3, épisode 8, En toute amitié)
- 1975 : Columbo (saison 4, épisode 4, Eaux troubles)
- 1990 : Oltre l'oceano

### Comme scénariste
- 1990 : Oltre l'oceano

## Distinctions

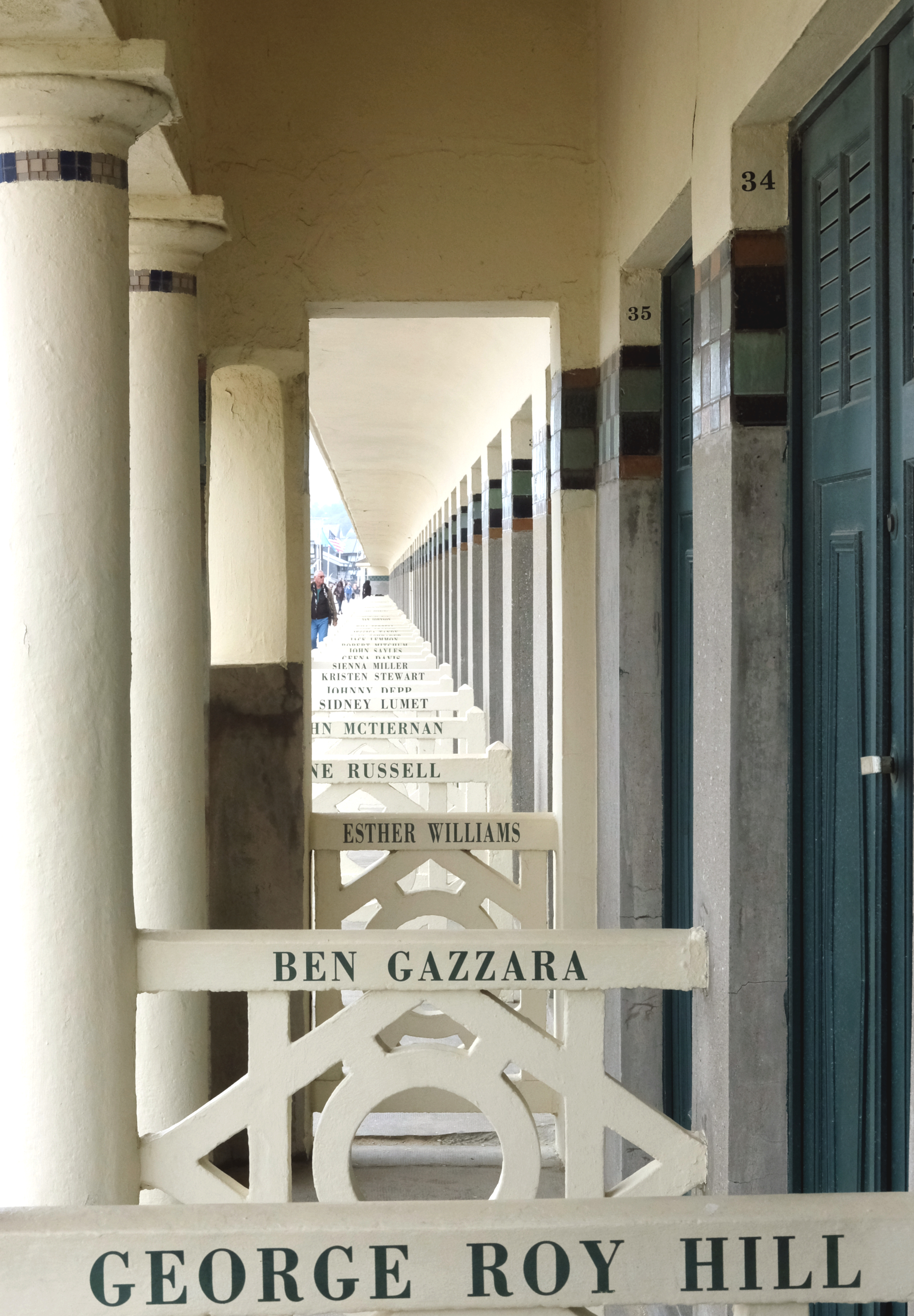
Cabine de Deauville au nom de Ben Gazzara.

### Récompenses
- 2003 : Emmy du meilleur second rôle masculin de feuilleton ou téléfilm pour Debby Miller, une fille du New Jersey.
- 2005 : Donostio d'honneur (Concha d'or) du Festival international du film de Saint-Sébastien (53e Donostia) pour l'ensemble de sa carrière.

### Nominations
- 1966 : nomination au Golden Globe du meilleur acteur de télévision pour Match contre la vie
- 1967 : nomination au Golden Globe du meilleur acteur de télévision pour Match contre la vie
- 1968 : nomination au Golden Globe du meilleur acteur de télévision pour Match contre la vie
- 1983 : nomination au Razzie Award du pire second rôle masculin pour Inchon
- 1986 : nomination à l'Emmy du meilleur second rôle masculin de feuilleton ou téléfilm pour Un printemps de glace
- 1990 : nomination au Razzie Award du pire second rôle masculin pour Road House

## Voix françaises

### En France
La voix française de Ben Gazzara est Jean-Claude Michel